# Astragalus glycyphyllos
La regalèssia de muntanya (Astragalus glycyphyllos) és una herba de la família de les lleguminoses.

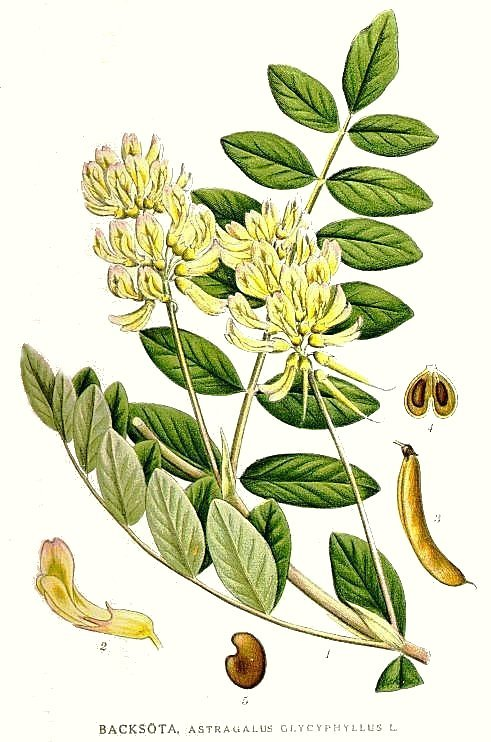
Il·lustració

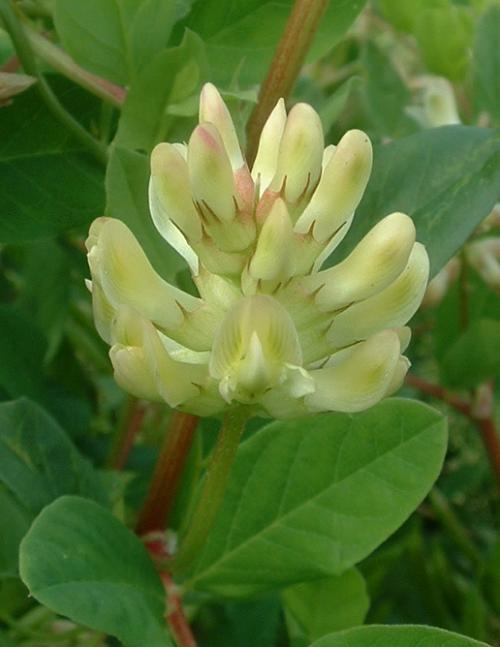
Detall de la flor

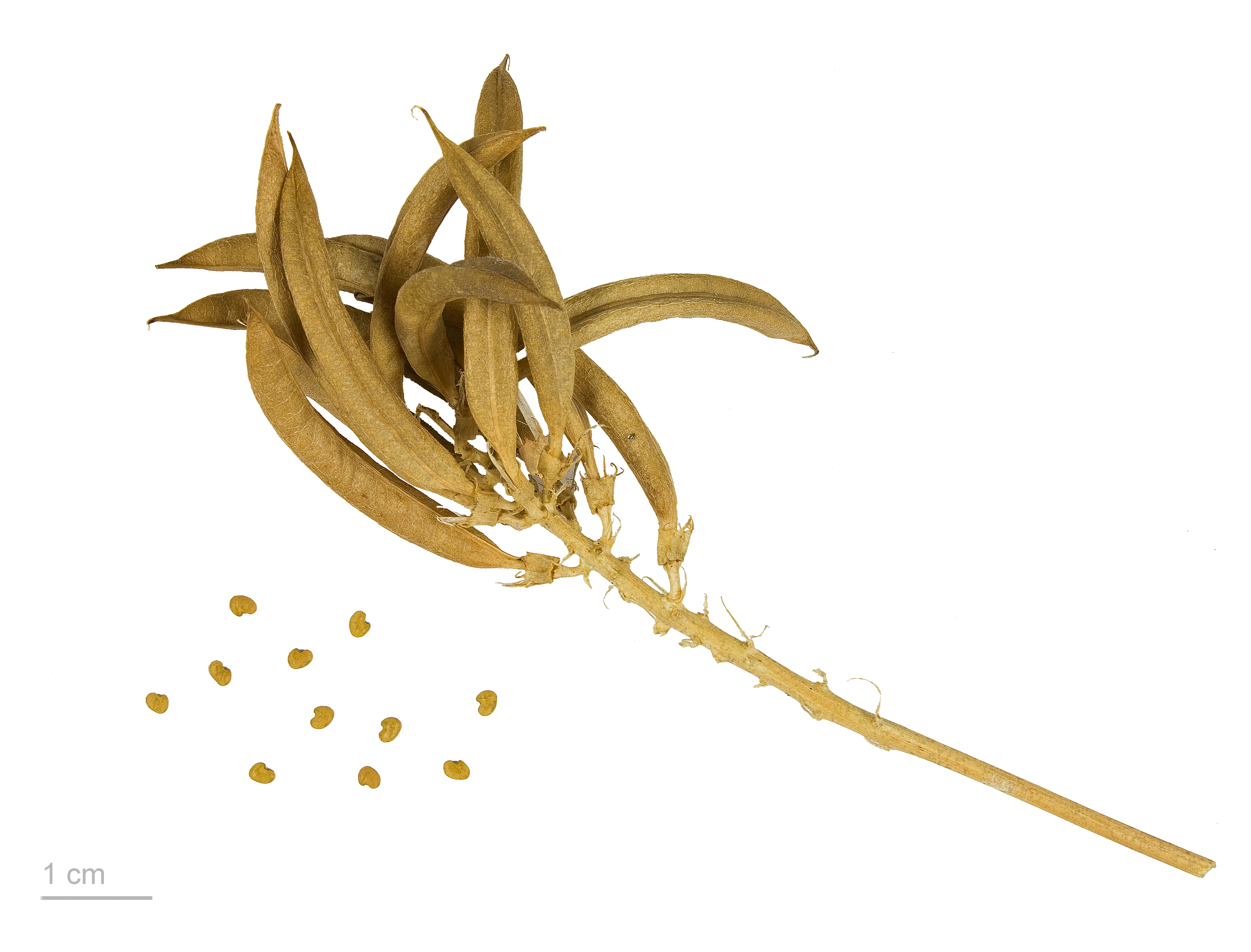
Astragalus glycyphyllos

## Caràcters
Planta robusta, erecta, estesa, perenne d'1 m o més, de fulles pinnades, generalment amb 4-6 parells de folíols ovats; estípules lanceolades. Flors crema o groc pàl·lid, en inflorescències axil·lars denses, molt més curtes que les fulles. Pètals de 1-1,5 cm, pètal superior esdentegat. Calze amb dents curtes, glabres o amb pèls negres. Beina de 3-4 cm. Floreix a la primavera i estiu.

## Hàbitat
Zones d'arbustos o amb herba. En els rebollars ben conservats i en els boscos de pins roigs.

## Distribució
Una gran part d'Europa, exceptada Islàndia.

## Propietats
Indicacions: és tònic, diürètic, sudorífic, pectoral. En la medicina tradicional xinesa actua sobre els meridians de melsa i pulmó. Pulmó: Per a persones propenses a refredats, a la sudoració espontània, cansament i feblesa. Melsa: Per a la diarrea, cansament, feblesa, pèrdua de pes, mala cicatrització i edemes causats per insuficiència de melsa.
S'usen les arrels, les fulles i les llavors. Entre 5 i 15 g diaris.

## Taxonomia
Astragalus glycyphyllos va ser descrita per Linneo i publicat el Species Plantarum 2: 758, l'any 1753. (1r de maig de 1753)
Etimologia
Astragalus: nom genèric derivat del grec clàssic άστράγαλος i després del Llatí astrăgălus aplicat ja en l'antiguitat, entre altres coses, a algunes plantes de la família Fabaceae, a causa de la forma cúbica de les seves llavors semblants a un os del peu.
glycyphyllos: epítet llatí que significa "fulles dolces".
Varietats acceptades
- Astragalus glycyphyllos subsp. glycyphyllos L.

sinonímia
- Phaca baetica L. [1753, Sp. Pl., éd. 1 : 755]
- Astragalus rotundifolius J.Presl & C.Presl [1819, Fl. Cech. : 151] non Willd. [1802, Sp. Pl., 3 (2) : 1317]
- Tragacantha glycyphylla (L.) Kuntze[7]
- Astragalus glyciphyllos L.
- Astragalus glycophyllos L.
- Astragalus glycyphyllos var. rotundifolius (J.Presl & C.Presl) Celak.
- Hamosa glycyphyllos (L.) Med.
- Hedyphylla glycyphylla (L.) Rydb.
- Hedyphylla vulgaris Steven[8]

- Castellà: astràgal, falsa regalèssia, regalèssia borda, regalèssia salvatge, regalèssia silvestre.[9]